# Gehyra catenata
Espèce
Gehyra catenata est une espèce de geckos de la famille des Gekkonidae.

## Répartition
Cette espèce est endémique du Queensland en Australie.

## Publication originale
- Low, 1979 : A new species of gecko, genus Gehyra (Reptilia: Gekkonidae) from Queensland. Victorian Naturalist, vol. 96, n. 5, p. 190-196 (texte intégral).